# 30 případů majora Zemana
30 případů majora Zemana je televizní seriál natočený v letech 1974–1979 Ústřední redakcí armády, bezpečnosti a brannosti Československé televize. Režisérem byl Jiří Sequens, děj se odehrává mezi léty 1945 a 1973. Hlavní postavou je příslušník SNB Jan Zeman, kterého hraje Vladimír Brabec. Ten se vyskytuje v každém díle a postupně se v seriálu vypracuje z civilisty až na náčelníka pražské kriminálky. Autorem námětu k seriálu byl Jan Kovář, který stál v čele tiskového sekretariátu Ministerstva vnitra. Autorem knižní předlohy některých dílů a hlavním dramaturgem byl Jiří Procházka, který byl i autorem některých scénářů.
Seriál vznikal v době hluboké normalizace k 30. výročí vzniku SNB. Na natáčení seriálu se také podílelo Ministerstvo vnitra. Jako v mnohých jiných dílech z této doby v něm byla řada skutečností uváděna do smyšlených souvislostí, nebo některá fakta zcela měněna. Většina dílů seriálu je sice natočena na základě skutečných událostí s řadou nepozměněných faktů, ale jejich celkové, ideové vyznění je poplatné době a účelu vzniku seriálu. To je důvod, proč je seriál označován jako propagandistický.
Předlohy některých dílů vyšly i v knižní podobě.

## Vysílání
Poprvé po roce 1989 se seriál na území dnešního Česka vysílal až v letech 1999–2000 (na Slovensku už v roce 1998 na soukromé televizi Markíza), což vyvolalo vlnu diskuzí a kontroverzní reakce. Česká televize, která seriál vysílala, ho doplnila dokumentem, v němž byly jednotlivé díly konfrontovány s historickou realitou a krátkým přehledem dobových událostí; vzniklý komponovaný pořad měl název Třicet návratů. Na streamovací platformě České televize iVysílání je seriál zastoupen od ledna 2025, a to epizodou Studna.

## Obsazení
| Vladimír Brabec        | major Jan Zeman / Richard Lipinski                |
| Miloš Willig           | plukovník Václav Kalina                           |
| Josef Větrovec         | plukovník Pavlásek, náčelník kriminálky           |
| Vladimír Ráž           | soudní lékař Veselý                               |
| Rudolf Jelínek         | major Jiří Hradec                                 |
| František Němec        | major Žitný z StB                                 |
| Ladislav Mrkvička      | nadporučík Stejskal                               |
| Emil Horváth           | poručík Gajdoš                                    |
| Renáta Doleželová      | Zemanova první žena Lída                          |
| Jaroslava Obermaierová | Zemanova druhá žena Blanka                        |
| Ivana Andrlová         | Zemanova dcera Lída                               |
| Radoslav Brzobohatý    | nadporučík SNB, později západní agent Pavel Bláha |

V dalších a epizodních rolích se objevila většina tehdy známých herců, např. Jiří Lír, Ilja Prachař, Jiří Holý, Jaromír Crha, Josef Bláha, Radúz Chmelík, Stanislav Fišer, Miloš Vávra, Alena Vránová, Milada Vnuková, Štefan Kvietik, Jan Skopeček, Jaroslav Moučka, Regina Rázlová, Carmen Mayerová, Květa Fialová, Iva Janžurová, Josef Vinklář, Oldřich Vízner, Jiří Krampol, František Filipovský, Vladimír Menšík, Josef Abrhám, Jiří Lábus a mnozí další.
Někteří z představitelů epizodních rolí hráli ve více případech různé postavy (např. Luděk Munzar německého psychiatra ve Vyznavačích ohně a faráře v Křížové cestě nebo Josef Kemr malíře-padělatele v Mědirytině a vlásenkáře v Kleštích). Jaroslav Rozsíval hrál v dílu Smrt u jezera Zemanova otce, stejně jako hajného Bosáka v dílu Vrah se skrývá v poli, v obou případech se stejnou rekvizitou: německým samopalem.

## Jednotlivé díly
1. (1945) Smrt u jezera – poválečný příběh, v němž Zeman vyšetřuje vraždu svého otce a na konci nastoupí k SNB. Díl zesměšňuje příslušníky slavné brněnské četnické pátračky.
2. (1946) Vyznavači ohně – o nacistech z pohraničí, kteří chtějí uniknout trestu.
3. (1947) Loupež sladkého „i“ – o černém obchodu s nedostatkovým inzulinem.
4. (1947) Rubínové kříže – inspirováno Banderovci prchajícími přes československé území.
5. (1948) Hon na lišku – propagandisticky zkreslené převzetí moci komunisty v únoru 1948. Zemanův nový nadřízený, nadporučík Bláha (Radoslav Brzobohatý), se odkryje jako protisocialistický živel a prchne letadlem na Západ.
6. (1949) Bestie – inspirováno tzv. králi Šumavy a případem Huberta Pilčíka.
7. (1950) Mědirytina – pojednává o falzifikaci potravinových lístků. Již od válečných let je zaveden lístkový systém, určující povolené příděly potravin na osobu, hlavně masa. Pražská kriminálka objeví lístky falešné. Pátráním po síti padělatelů je pověřen podporučík Zeman. V tomto díle se také setkává se svou budoucí ženou Lídou, která původně figuruje jako možná podezřelá.
8. (1951) Strach – inspirováno případem bratrů Mašínů. V tomto díle se Zemanovi narodí dcera.
9. (1952) Loď do Hamburku – do Československa opět přijíždí Zemanův bývalý nadřízený Bláha, nyní jako západní agent.
10. (1953) Vrah se skrývá v poli – na motivy případu Babice.
11. (1954) Křížová cesta – na faře v blízkosti kláštera dojde k vraždě faráře, z cyklu o Pavlu Bláhovi. Farář je „uvědomělý“, je líčen téměř jako kladná postava, odhalí úkryt Pavla Bláhy v klášteře a dává představené sester ultimátum, podle kterého má buď ona Bláhu oznámit úřadům, nebo to udělá on sám, vrahem faráře však není Bláha.
12. (1955) Kleště – případ pojednává o snaze Pavla Bláhy o další ilegální činnost (mj. podstupuje plastickou operaci).
13. (1956) Romance o nenápadné paní – podle skutečného případu z České Třebové. Komunistickému kriminalistovi jsou zde přisuzovány zásluhy prvorepublikového a protektorátního četníka, velitele kriminálky Václava Fürsta, původně odborníka na vraždy, protože však během protektorátu obdržel vyznamenání, směl se po válce a únoru věnovat už jen banalitám, jako byly zpronevěry a podobně. I ty bral velmi zodpovědně. Nejenže nespravedlivě obviněnou pokladní drah očistil, ale skutečně jí s nasazením vlastního života i zabránil v sebevraždě.[9]
14. (1957) Konec velké šance – Bláhovi nevycházejí plány, chce opustit Československo. Před tím chce zabít Zemana, zabije ale jen jeho ženu a sám je vzápětí Zemanem zastřelen. Příběh má navodit dojem, že události v Polsku (Poznaňské povstání) a v Maďarsku v roce 1956 (stejně jako Pražské jaro) byly neúspěšnou akcí západních tajných služeb, tzv. Operace Lyautey[10], jíž původně roku 1966 SSSR vysvětloval roztržku s Čínou, ale od roku 1969 jí byly vysvětlovány rozpory v socialistickém táboře vůbec. Hlavně období uvolnění po destalinizaci za Chruščova a nahrazení konfrontačního „kompetitivním“ soužitím obou táborů Železné opony je zde vnímáno jako chvilková ztráta obezřetnosti, které západní tajné služby zneužily.
15. (1958) Kvadratura ženy – příběh rozčtvrcené účetní Hany Truhlářové. Jde o poměrně věrně vylíčené vyšetřování reálné vraždy Herty Černínové, ve skutečnosti již z roku 1951. Je též připomenuta další skutečná historická vražda, svým provedením podobná, případ Otýlie Vranské z roku 1933 (Zeman v epizodě listuje ve skutečném vyšetřovacím spise případu Vranské). Zeman vyšetřování zpočátku prožívá velmi emotivně (což se projevuje například jeho velmi afektovaným výstupem, kdy po výslechu podezřelého před kolegy vykřikuje: „Přísahám, že toho chlapa dostanu na šibenici!“). Vyšetřování se pro něj stává prostředkem, kterým se vyrovnává se smrtí své ženy.
16. (1959) Dáma s erbem – vyšetřuje se krádež cenných předmětů ze zámecké sbírky potomky původních majitelů.
17. (1960) Prokleté dědictví – v kladenských dolech se skrývá ukradených 300 000 korun. Zeman se na Kladně po letech setkává s Blankou Svobodovou, do které byl kdysi zamilován.
18. (1961) Bílé linky – o činnosti StB v Západním Berlíně. Tato epizoda a epizody z let 1957, 1963, 1967 a 1968 mají vyvolat dojem, že tzv. „Pražské jaro“ bylo výsledkem podvratné činnosti britských tajných služeb, tzv. Operace Lyautey[10], jak o tom psalo Rudé právo 10.–12. 6. 1969. Zároveň ospravedlňuje stavbu berlínské zdi, k níž v tomtéž roce došlo.
19. (1962) Třetí housle – v tomto příběhu, pojatém jako komedie, se Zeman podruhé žení. Svatba se odehrává v Karlových Varech.
20. (1963) Modrá světla – navazuje na díl Bílé linky. Znevažuje práci přednormalizačního televizního zpravodajství.
21. (1964) Pán ze Salcburku – pojednává o pašování lidí přes železnou oponu kamionem.
22. (1965) Tatranské pastorále – pojednává o točení filmu na motivu skutečné vraždy, při natáčení nalezne major Zeman pachatele skutečné vraždy. Inspirováno skutečným případem dodnes nevyřešené vraždy Milady Drexlerové, která byla zavražděna v červenci 1964 pod Skalnatým plesem.
23. (1966) Šťastný a veselý – majetkové vyšetřování.
24. (1967) Klauni – začátek pražského jara. V postavách spisovatele a básníka Pavla Daneše a reportérky Dagmar Konečné se snaží autoři účelově propagandisticky zesměšnit spisovatele Jana Beneše[11] a novinářku Edu Kriseovou.
25. (1968) Štvanice – díl odehrávající se během pražského jara 1968, vojenská invaze zemí Varšavské smlouvy je představována v duchu normalizační ideologie jako internacionální pomoc.[11] V tomto dílu jsou zesměšňovány rehabilitace obětí procesů padesátých let, které však ani v období normalizace zrušeny nebyly. Znovu se objevuje téma případu z roku 1953. Zeman je odstaven od kriminálky a jeho místo zaujímá jeho bývalý podřízený, kapitán Stejskal. V díle umírá na srdeční slabost Zemanův mentor, plukovník StB, Kalina (je naznačeno, že je „uštván“ událostmi kolem rehabilitačních soudů).
26. (1969) Studna – hororový příběh na motivy apokalyptického konce obyvatelů domku ve Vonoklasech u Prahy. Do příběhu je vkomponováno odsouzení procesů pražského jara. Údajně nespravedlivě během pražského jara odstavenému Zemanovi pomůže úspěšné vyřešení záhadné události v rodině Brůnových k návratu na kriminálku. Zeman zjistí, že pachatelem je šílený otec rodiny, který měl se švagrem spory o ukradené zubařské zlato. Zeman případ zdárně vyřeší a vrací se do pozice šéfa kriminálky, kapitán Stejskal je od VB vyhozen. Fakticky jde o nikdy nevyřešený případ rodiny Jelínkových z listopadu 1967. Ten budil ve své době velikou pozornost, protože na spáleništi měly být nalezeny zbytky průkazu StB, a StB také brzy převzala vyšetřování, VB a kriminálka byly z případu odvolány. Případ plný rozporů nikdy vyřešen nebyl, ztratily se i důležité dokumenty z vyšetřování. Jediný přeživší, Stanislav Jelínek mladší, nebyl filosof, jako ve filmu, nýbrž jaderný fyzik. Údajně o jeho výzkumy projevovali zájem stejně v Moskvě, jako v USA. Prý chtěl do USA odcestovat, ale po této události pracoval až do důchodu pro Moskvu. I jeho popisy události byly plné rozporů, ale zásahy StB do vyšetřování budily dojem, že šlo o víc, než jen o sousedské spory.[12][13] Vyřešení případu se objevilo, až v roce 2022 s odhalením policejních dokumentů ve Státním oblastním archívu v Praze. Příčinou měla být duševní nemoc Stanislava Jelínka st., který čelil soudu ve věci ublížení na zdraví, popř. sám Stanislav Jelínek ml. Informace o zásazích StB se ukázala jako lichá, nijak se neangažovala v případu. Vražedný nástroj nebyl nikdy nalezen, pravděpodobně shořel. Sekera byla použita jen na kůru stromů.[14]
27. (1970) Rukojmí v Bella Vista – špionážní příběh z Jižní Ameriky. Hlavním hrdinou de facto není Zeman, ale jeho kamarád, příslušník StB, major Jiří Hradec.
28. (1971) Poselství z neznámé země – pokračování předchozího dílu.
29. (1972) Mimikry – inspirováno případem únosu letadla do SRN, paralela k procesu se skupinou The Plastic People of the Universe[15]. Byl jedním z projevů probíhající estébácké akce „Kapela“[16]. Původní scénář s názvem „Letím s vrahem“, který měl být o únosu letadla, přepracoval Jiří Sequens v roce 1976, v době procesů s undergroundovými kapelami[17], tak, aby spojil nebezpečí tzv. „volné mládeže“, do jednoho celku s drogami a terorismem[18].
30. (1973) Růže pro Zemana – závěrečný díl. Zeman se pozvolna chystá do důchodu. Řeší případ zavražděného zloděje starožitností. Do příběhu je vkomponováno odsouzení šlechty (negativní postava šlechtice, který pracuje jako vedoucí starožitnického obchodu).

## Místa natáčení
1. Smrt u jezera – Rodný domek Jana Zemana se nachází na adrese Praha-Zbraslav, U Malé řeky 624. Rybník, u kterého byl zastřelen otec Jana Zemana, se nachází v pražské Krči. Hřbitov kde je natáčen pohřeb Zemanova otce je v Chuchelském háji u kostela sv. Jana Nepomuckého v Praze Velké Chuchli. Fotoateliér se nacházel v pražské Bubenči. Dnes už místo něho stojí moderní výstavba. Místo, kde vojáci chytili vraha Zemanova otce, leží v blízkosti obce Nový Knín u Dobříše.
2. Vyznavači ohně – První služebna Jana Zemana se nachází v obci Výsluní na Chomutovsku. Zámek je ve skutečnosti Zámek Líšno u Benešova.
3. Loupež sladkého „i“ – Silnice, kde spadl Barvíř z motorky a následně havaroval Jirka Hradec, se nachází mezi Radotínem a Zadní Kopaninou. Ústřední sklad léčiv byl situován na Mariánské náměstí v Praze, konkrétně do Trauttmansdorfského paláce. Nemocnice, kam odvezli zraněného Hradce, se nachází na Zbraslavi.
4. Rubínové kříže – Místo, kde se sejde Lipinski s Mauerem, je kostel Skalka v Mníšku pod Brdy. Restaurace Na Vídeňce se nachází na Zbraslavi. Pivovar se nachází v pražském Braníku. Místo, kde se zloději skrývali, je opět zámek Líšno u Benešova. Místo, kde se zloději ukrývali a kde vyložili zbraně (čas příjezdu 32:30) je Sázavský klášter.
5. Hon na lišku – Čadkova chata („Liščí doupě“) se nachází na hradě Hasištejn. Čadkova fabrika na lovecké zbraně je ve skutečnosti Stará čistírna odpadních vod v Praze-Bubenči. Letiště, odkud odletí Bláha, je polní letiště Velká Dobrá u Kladna.
6. Bestie – Nádraží, na kterém se loučí pan Váchal s otcem, je nádraží Praha-Dejvice. Nádraží Trnov je ve skutečnosti v obci Čisovice. Hájovna Kiliánka je opět kostel Skalka u Mníšku pod Brdy. Obec Trnov představovala obec Jistebnice nedaleko Tábora.[19]
7. Mědirytina – Tržnice, ve které prodávala bába kořenářka, se nacházela v ulici V Kotcích na Uhelném trhu v Praze.
8. Strach – Byt, kde bydlí Jan Zeman s Lídou, se nachází v Přibyslavské ul. na Žižkově. Porodnice se nachází v Praze-Podolí. Místo, kde policisté našli ukradenou sanitku, se nachází pod Železničním mostem na levém břehu Vltavy.
9. Loď do Hamburku – Scény z přístavu se natáčely v Praze-Holešovicích. Všechny záběry z Hamburku se natáčely ve (východo)německém městě Rostock (Roztoky). Konkrétně například hospoda „Zýdkrojc“ (Südkreuz, česky Jižní kříž) je na adrese Wokrenterstraße 27. Scény, kdy Bláha utíká z lodi, se natáčely v plavebním kanálu Vraňany-Hořín u Lužce nad Vltavou.
10. Vrah se skrývá v poli – Plánici představovala obec Vojkov u Sedlčan.
11. Křížová cesta – Exteriéry kostela a hřbitova se natáčely v obci Chlum u Sedlčan. Interiéry kostela patří chrámu Nanebevzetí P. Marie v Doksanském klášteře.
12. Kleště – Budova sanatoria, kde čeká Dr. Hons, se nachází na adrese Krále Jiřího 1096/7, Karlovy Vary. Scény z divadla se opravdu točily v Karlovarském městském divadle. Vila Mimóza je ve skutečnosti vila Margareta sídlící na adrese U Imperiálu 1048/2, Karlovy Vary. Sodovkárna, kde pracuje a současně i bydlí Ing. Čadek, se nachází v obci Kyselka (Lázně Kyselka) u Karlových Varů. Nádraží, kam odvezl Kalina se Zemanem Ing. Čadka, je nádraží Praha-Dejvice. Místo, kde byla nalezena zavražděná Inka, se nachází na řece Ohři mezi městem Karlovy Vary a obcí Kyselka. Hřbitov, kde měla Inka hrob, se nachází u kostela sv. Jana a Pavla v obci Krteň u Prahy.
13. Romance o nenápadné paní – Všechny scény z nádraží se točily na Smíchovském nádraží v Praze. Záběry z fotbalového hřiště se točily na Letné. Škola, kde učila Lída, se nachází na Uhelném trhu v Praze.
14. Konec velké šance – Pražské zastoupení firmy Benson & Benson se nachází v Salvátorské ulici na Starém Městě. Místo kde měl Bláha schůzku s Hacklem u řeky, se nachází u Štěpánského mostu u obce Obříství. Setkání Bláhy se Zemanem a následné zastřelení Lídy se natáčelo na Střeleckém ostrově v Praze. Hraniční přechod, přes který utíká do Německa Hanka s Hacklem, je hraniční přechod Nová Bystřice/Grametten.[19]
15. Kvadratura ženy – Jez, u něhož je nalezena zavražděná Hana Truhlářová, stojí u obce Klecánky severně od Prahy (tedy tam, kde se odehrál i skutečný případ; jez byl nicméně v r. 1978–80 výrazně přestavěn). Pracoviště Miroslava Šípa potom na adrese Na Šachtě 242/3, Praha 7 – Holešovice.
16. Dáma s erbem – Zámek Litoňovice se ve skutečnosti jmenuje Libochovice. Kurty, kam přijde Steskal za Soňou Hartmanovou, se nacházejí v ul. Nad vodovodem v Praze. Dům, ve kterém sídlí družstvo Jupiter, se nachází na Maltézském náměstí, rovněž v Praze.
17. Prokleté dědictví – Hornická ubytovna se nachází na adrese Moskevská 1842 v Kladně. Příjezd k dolu po výbuchu se natáčel u dolu Max u obce Libušín na Kladně. Scéna u rybníka, kam přijde Zeman za Gargelou, se natáčela u Turyňského rybníka u Kladna a kaliště, ve kterém se topí Rusnák, se nacházelo pod haldou dolu Mayrau ve Vinařicích, vedle čističky odpadních vod. Na stejném dole se rovněž točily scény na dřevišti. Sklad barev byl ve staré Nobelově „dynamitce“ na adrese V Zámcích 72, Praha-Bohnice.
18. Bílé linky – Stanice metra Nelkenstraße je ve skutečnosti stanice Alexanderplatz v Berlíně. Setkání Zemana s Broniewskim se natáčelo ve sloupové kolonádě u Pergamského muzea. Vchod do kavárny Faun se nacházel na adrese Elišky Peškové 741/17, Praha-Smíchov. Jedna ze závěrečných, automobilových scén se natáčela na berlínské ulici Große Seestraße.
19. Třetí housle – Scéna, kdy Mirek Stejskal předjíždí autobus jedoucí na psí výstavu, se natáčela na silnici E58 u obce Žalmanov. Místo, kde houslista Radim Pešek prodal Němci Augustu Wolfovi staré bankovky, se natáčelo u restaurace Poštovní dvůr v Karlových Varech. Všechny scény z hotelu Ambasador se natáčely v Grandhotelu Pupp. Růžovou lázeň potom představovaly Císařské lázně. Obřadní síň sídlí v ulici Krále Jiřího 1285/22, Karlovy Vary. Zkouška orchestru a chodba, kde Hanke domlouvá s Břízou koupi psa, se natáčela v Lázních III. Ulice, na které zastavuje policista Vostárek ukradenou Octávii, se jmenuje Zámecký vrch.
20. Modrá světla – Byt redaktora Holana se nacházel v ulici Letohradská v Holešovicích. Penzion Bornschütz je ve skutečnosti Villa Haiderose v německém městě Binz. Přístav, ve kterém čeká Hanka na Holana, se nachází ve Stralsundu. Pošta, kde Hanka vyzvedává dokumenty, je v Bergen auf Rügen. Scény z pláže se natáčely u města Binz.
21. Pán ze Salcburku – Scény, ve kterých Rudi kupuje třešně, kontaktuje uprchlíky a krade motocykl, jsou natáčeny na náměstí v Jihlavě. Hraniční přechod je hraniční přechod Nová Bystřice/Grametten.[19]
22. Tatranské pastorále - chata Šuhaj je ve skutečnosti Bilíkova chata na Hrebienku ve Vysokých Tatrách.
23. Šťastný a veselý
24. Klauni
25. Štvanice
26. Studna – filmová ves Hájice jsou Jinočany v okrese Praha-západ, hrobka vyvražděné rodiny Brůnových se natáčela na hřbitově v Praze na Zbraslavi.[20]
27. Rukojmí v Bella Vista – natáčelo se na Kubě, v údolí Viňales. Hotel má v současnosti růžovou barvu, ale jinak jde všechno dobře poznat.
28. Poselství z neznámé země
29. Mimikry – Domek rodičů Olgy Halámkové se nachází na adrese Roháčova 40, Písek.[19]
30. Růže pro Zemana

## Zajímavosti
- První klapka padla 22. března 1974 na zámku Líšno, kde se začaly natáčet scény do druhého dílu Vyznavači ohně. Poslední záběr celého seriálu byl natočen 14. května 1979 na rozestavěném parkovišti na 55. kilometru dálnice Praha-Brno při poslední scéně závěrečného dílu Růže pro Zemana.
- Helikoptéra z dílu Poselství z neznámé země byla původně zelená, členové štábu ji museli pro účely natáčení přetřít na žluto a po natáčení uvést zpět do původního stavu.
- Eduard Cupák, který celý režim odmítal politicky angažované role, si v epizodě Kleště zahrál komunisticky-zápornou postavu z čistého potěšení, že může alespoň nějak „bojovat“ proti režimu a dostat za to honorář.
- Při natáčení dílu Kvadratura ženy přišel za režisérem Sequensem syn skutečného vraha, podle jehož činu byl díl zfilmován. S natáčením nesouhlasil. Skutečný vrah se jmenoval Šmíd. Ve filmu byl přejmenován na Šípa, ale v titulcích se, snad nedopatřením, objevilo skutečné jméno filmové předlohy. Ve scéně filmované v interiéru bytu vrahů doplatili filmaři na klasickou filmařskou chybu: zrcadlo na scéně. Konkrétně ve skleníku se na chvíli objeví v zrcadle celý filmový štáb s výrazným režisérem Sequensem v popředí.
- Rok 1947 je jediným, ve kterém se odehrávají dva „případy“ majora Zemana.
- 27. a 28. díl o letech 1970–1971 spojil Jiří Sequens v roce 1979 do jednoho samostatného filmu.[21]
- Autorem textu písně „Bič Boží“ je režisér seriálu Jiří Sequens, vytvořil ho tak, že vybral slova Jb 21, 26 z Bible kralické, následně došlo k celkové úpravě textu.
- Velmi diskutovanou záhadou dílu Mimikry je, kdo zahrál a nazpíval skladbu Bič boží? Nikdo se k tomu nepřihlásil; skladba neodpovídá repertoáru Plastic People a skupina na scéně navíc hraje na nástroje, které v ní ani nezazní (klavifon – ten Plastic People skutečně užívali), naopak ve skladbě zní nástroje, které Plastic People neměli (syntetizér, kytarové efekty) a je vokálně náročná. V „podezření“ byly vokální skupina Saturn Pavla Skalického nebo C&K Vocal, ale pravděpodobně to byla část muzikantů z filmového symfonického orchestru FISYO řízeného Františkem Belfínem. Vše prý nahráli a nazpívali za jediné dopoledne.[18]